# Édouard Touraine
Pour les articles homonymes, voir Touraine (homonymie) et Bonnafont.
André Jean Édouard Bonnafont dit Édouard Touraine, né le 26 janvier 1883 à Paris 9e et mort pour la France le 25 octobre 1916 à Petit-Monthairon, est un artiste peintre et illustrateur français.

## Biographie
Fils d'Albert Félix Isidore Bonnafont, ingénieur des Arts et Métiers, et d'Augustine Marie Caroline Eugénie Clicquot de Mentique (1860-1926), André Jean Édouard Bonnafont naît au 3 de la rue d'Aumale. Au sortir du lycée, il devient employé dans une compagnie d'assurances, tout en pratiquant le dessin. Dès 1902, il collabore à la La Vie parisienne sous le pseudonyme d'« Éd[ouard] Touraine ». En 1907, il commence au Rire, puis l'année suivante, à Fantasio, et au Sourire. À la fois caricaturiste et dessinateur de mode, les collaborations s'enchaînent et se multiplient avec L'Homme élégant, Comœdia illustré, Je sais tout, Le Monde illustré, Femina, Les Modes.
Dès 1908, il est présent au Salon des humoristes, présentant des portraits.
Mobilisée en août 1914 au moment de l'entrée en guerre, il est versé au 12e régiment de dragons en tant que maréchal des logis, puis devient aviateur dans l'Escadrille d'aviation MF 20 du 2e Groupe d'aviation. Son avion est abattu au dessus du Petit-Monthairon le 25 octobre 1916 ; il avait 33 ans,.

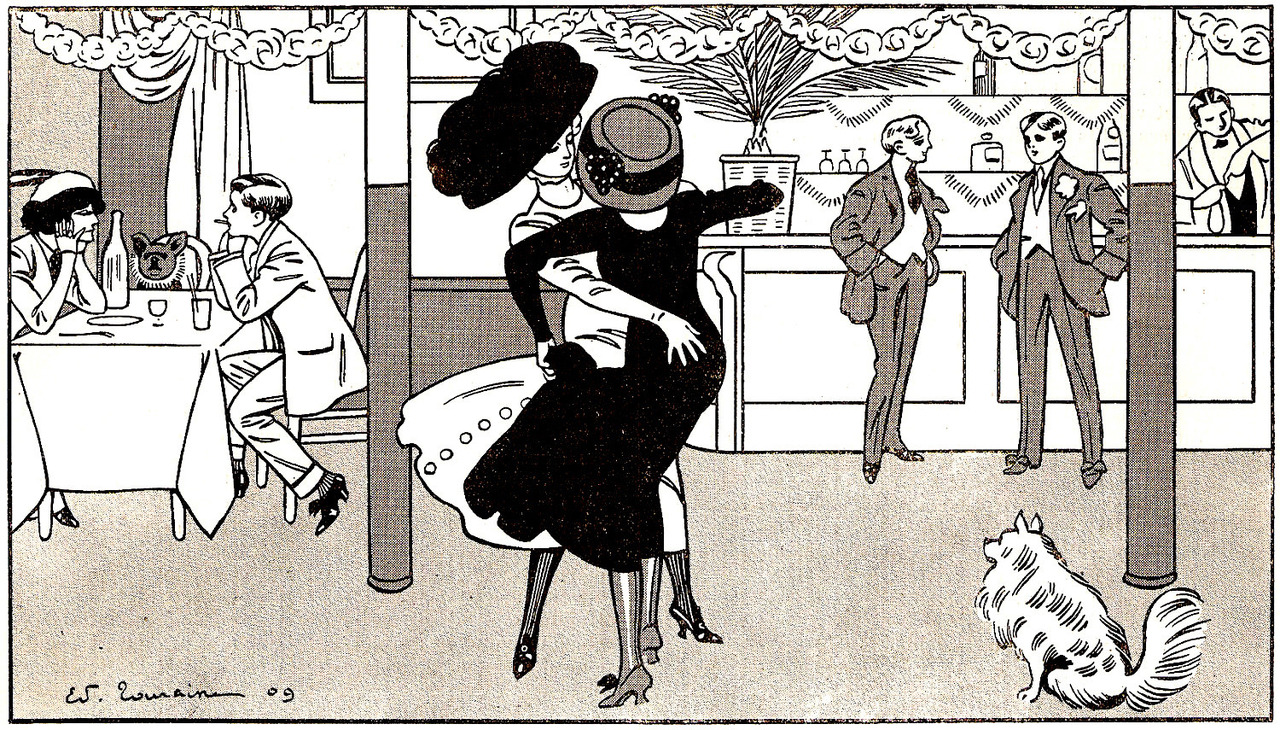
« Semiramis Bar », dessin publié dans La Vie parisienne, 27 mars 1909.

Durant ses années de mobilisation, il envoie des illustrations au Journal, à La Baïonnette, et à L'Illustration. Il produit également un certain nombre d'objets décoratifs exécutés sur le front.
Francis Carco (1921) laisse de lui le témoignage suivant : « Quand on voudra, vers la fin du siècle, évoquer dans toute sa richesse et sa fantaisie la garde-robe d'une élégante de 1910, on trouvera dans les dessins de Touraine, un ensemble où rien ne fut jamais laissé au hasard et auquel la fantaisie n'a participé qu'avec une extrême circonspection ».

## Ouvrages illustrés
- Paul Guillain, « La Toque ». I, Côté jardin, Paris, H. Simonis Empis, 1902.
- Charles Derennes, Les caprices de Nouche, Paris, éd. de La Vie parisienne, 1909.
- Blanche de Fleurigny, Les Guignols parisiens, Paris, Ollendorff, 1909.
- Franc-Nohain, Jaboune, Paris, Charpentier-Fasquelle, 1910.
- Adrien Vély, Voyage à travers les voyages, Paris, Parfumerie des Galeries St Martin, c. 1910.
- Geo Harrison, La Mode masculine : saison 1911-1912, Paris, Geo Harrison, 1911.
- Charles Derennes, Le Béguin des muses, Paris, éd. de La Vie parisienne, 1912.
- Paul Acker, Un amant de cœur, coll. « In Extenso », Paris, La Renaissance du livre, 1913.
- Charles Foleÿ, L'Arriviste amoureux, coll. « In Extenso », Paris, La Renaissance du livre, 1914.
- Binet-Valmer, Le Gamin tendre, Paris, coll. « In Extenso », La Renaissance du livre, 1915.
- René Maizeroy, Vieux Garçon, coll. « In Extenso », Paris, La Renaissance du livre, 1917.
- Alfred Capus, Contes, fantaisies, théâtre, avec Fabiano, Paris, Félix Juven, 1930.

Illustrations d'Édouard Touraine
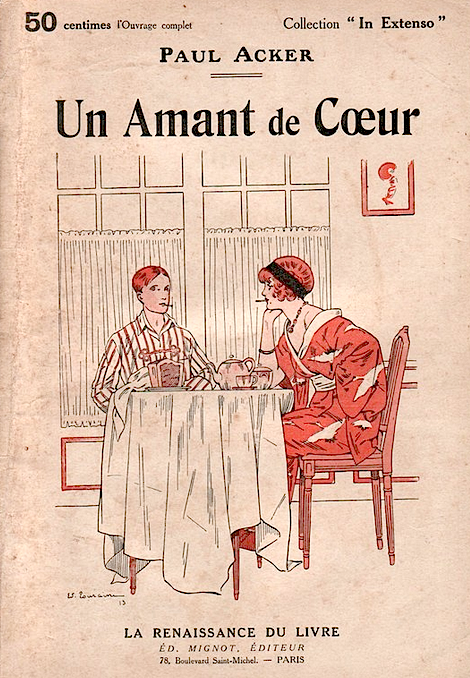
Couverture d‘Un amant de cœur (1913), roman de Paul Acker
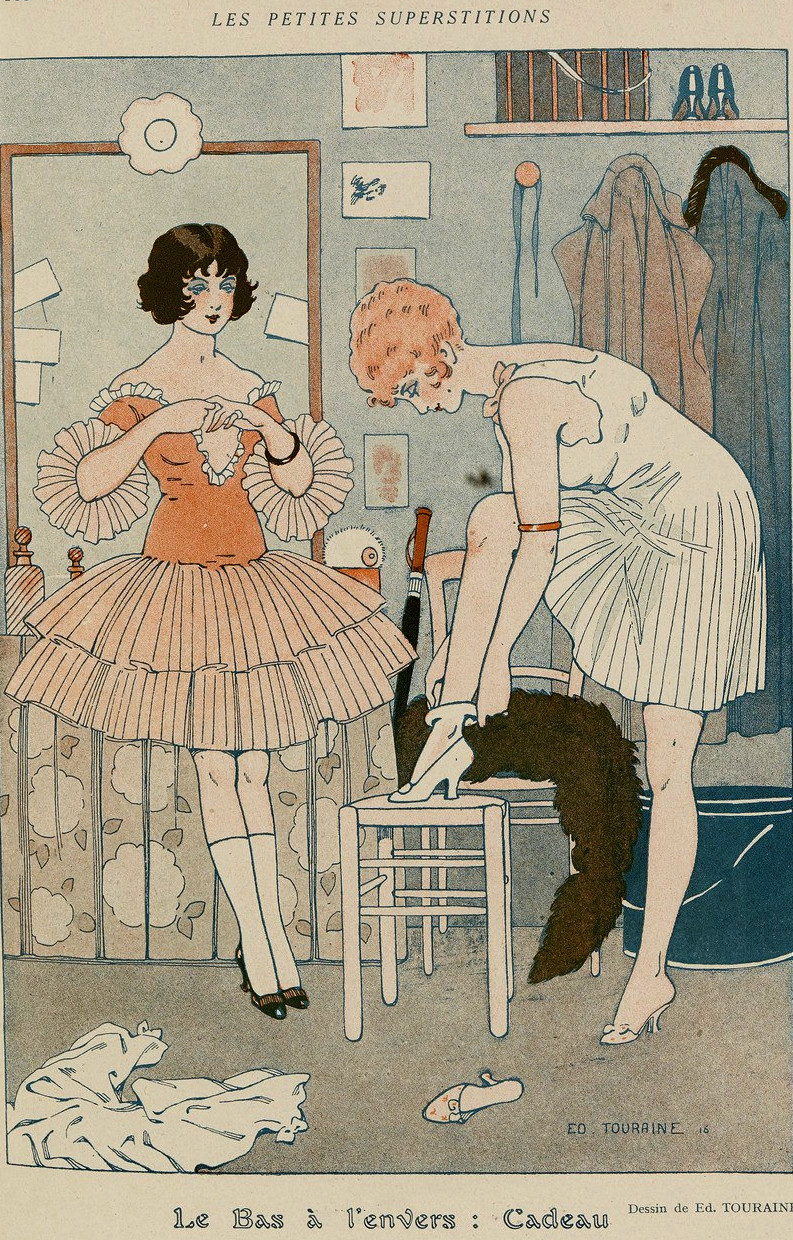
Les petites superstitions ; le bas à l'envers, cadeau
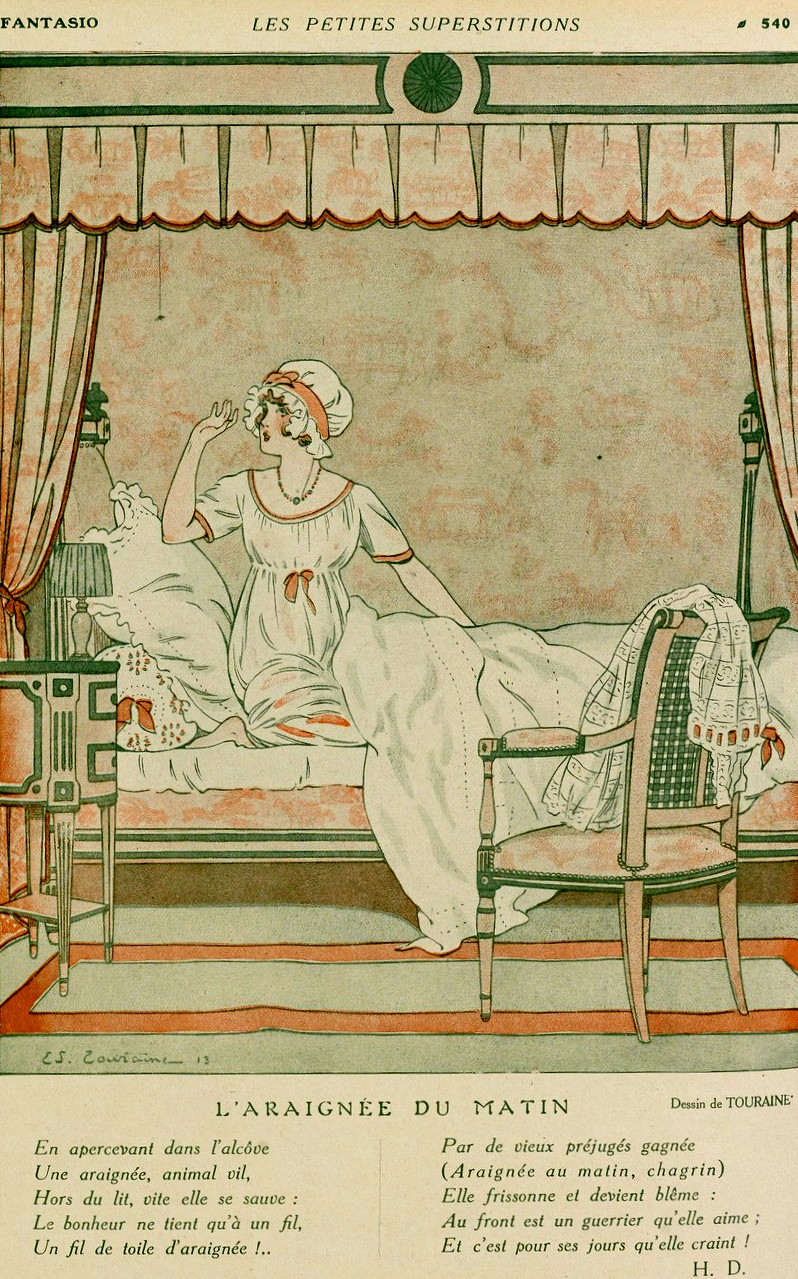
Les petites superstitions ; araignée du matin, chagrin